# Herman Glass
Herman Theobald Glass (Los Angeles, 12 november 1956 - Los Angeles 13 januari 1961) was een Amerikaans turner. 
Glass was gespecialiseerd een toestelspecialist aan de ringen. Glass won tijdens de Olympische Zomerspelen 1904 de gouden medaille aan de ringen.

## Resultaten

### Olympische Zomerspelen
| Jaar | Plaats      | Resultaten    |
| ---- | ----------- | ------------- |
| 1904 | Saint Louis | aan de ringen |

1896: Ioannis Mitropoulos ·
1904: Herman Glass ·
1924: Francesco Martino ·
1928: Leon Štukelj ·
1932: George Gulack ·
1936: Alois Hudec ·
1948: Karl Frei ·
1952: Grant Sjaginjan ·
1956: Albert Azarjan ·
1960: Albert Azarjan ·
1964: Takuji Hayata ·
1968: Akinori Nakayama ·
1972: Akinori Nakayama ·
1976: Nikolaj Andrianov ·
1980: Aleksandr Ditjatin ·
1984: Koji Gushiken, Li Ning ·
1988: Holger Behrendt, Dmitri Bilozertsjev ·
1992: Vitali Tsjerbo ·
1996: Jury Chechi ·
2000: Szilveszter Csollány ·
2004: Dimosthenis Tampakos ·
2008: Chen Yibing · 
2012: Arthur Zanetti · 
2016: Eleftherios Petrounias · 
2020: Liu Yang · 
2024: Liu Yang